# Championnat de Belgique de football de troisième division 2023-2024
Navigation
saison précédente saison suivante
Le Championnat de Belgique de football de troisième division 2023-2024 est la nonante-cinquième (quatre-vingt-quinzième) saison du championnat belge de 3e Division.
Huitième saison depuis la réforme, quatre exercices sous le nom de « Division 1 Amateur », et cette fois la quatrième édition de ce niveau sous l'appellation « Nationale 1 ». Le changement de dénomination est intervenu à la demande des clubs qui considéraient que le vocable «amateur», utilisé depuis la saison 2016-2017, pouvait avoir une connotation péjorative.
La «Nationale 1» est composée de dix- huit équipes (14 clubs + 4 formations « U23 » de clubs professionnels). Pour rappel toutefois, les premières séries dite de « Division 2 » concernaient les « équipes Réserves » de celles jouant dans la seule série existante, avant d'être élargie aux autres clubs.

## «U23» - Règles à respecter
La Pro League édicte une série de règles à respecter dans la composition des sélections « U23 » afin que leur participation ne faussent pas le déroulement des différentes compétitions d'équipes « A ». 
- Pour cette saison inaugurale expérimentale, les garçons nés en 1999 ou après sont éligibles. L'année de naissance est de 1997 pour les gardiens de but (U25).
- Ces sélections de jeunes peuvent cependant aligner un jouer sans aucun restriction d'âge, à la condition que cet élément n'ait pas été aligner avec les « A ».
- Un joueur « U23 » qui preste au moins 45 minutes avec son équipe « A » ne peut prendre part à la rencontre suivante de sa sélection « U23 ».
- Un joueur du « noyau A » qui est en convalescence d'une blessure (certificat médical obligatoire) et qui a manqué au moins 6 rencontres « A » peut disputer 2 rencontres  les « U23 ». Attention, ce principe dit de l'exception médicale ne peut s'appliquer qu'à un seul joueur « A » par match « U23 ».
- Suivi de formation: les « sélections U23 » doivent présenter à 50% des joueurs formés dans ce club depuis au minimum de trois ans avoir d'atteint l'âge de 21 ans. Deux-tiers (66%) des éléments d'une équipe « U23 » inscrits sur une feuille de match de championnat doivent avoir été formés dans un club belge[2].

## Critères de composition

### Conditions d'accès
Depuis la saison 2017-2018, des critères technico-administratifs doivent être remplis par les clubs désireux de prendre part à cette division,:
- Avoir minimum 7 joueurs sous contrat avec le statut "semi-professionnel".
- Disposer d'un stade de minimum 1.500 places (dont minimum 300 assises).
- Disposer d'un terrain aux dimensions de 100-105m de long sur 64-68m de large.
- Disposer d'un éclairage de minimum 300 LUX (dérogation à 200 LUX la première saison)

Dans un autre domaine, les participants de cette division devraient percevoir 50 000 euros par saison provenant des droits télévisés du football professionnel.

## Organisation - Règlement
Théoriquement, les équipes se rencontrent en matchs aller/retour durant une phase classique (30 matches). Au terme de cette première phase, les quatre premiers classés disputent le "Play-off Amateur" au terme duquel est désigné le champion.
Pour cette édition 23-24, la série compte 18 équipes qui se rencontrent chacune en aller-retour (34 journées). Il n'y a pas de tour final. Le classement est clôturé après 34 journées. Les deux équipes les mieux classées en possession de la licence «D1B/Challenger Pro League » y sont promus. Les sélections « U23 » sont concernées par une montée potentielle.

### Play Off Amateur
Le « Play Off amateur » n'est pas organisé cette saison (voir plus haut).

### Promotion en D1B
Les deux formations les mieux classées après 34 matchs qui sont en possession de la licence nécessaire sont promues en Division 1B/Challenger Pro League la saison suivante. Les sélections « U23 » peuvent aussi monter.

### Relégation en D2 ACFF ou VV
Les trois derniers classés au terme de la phase classique sont relégués en Division 2 ACFF ou VV la saison suivante. Le club qui termine à la 15e place est dit "barragiste", et doit assurer son maintien lors du tour final avec des formations de D2 ACFF ou VV. Les sélections « U23 » peuvent descendre en Division 2 Amateur.

### Cas particuliers
Le principe de relégation directe et de désignation du "barragiste" peuvent subir des adaptions si un ou plusieurs clubs ne répondent plus aux conditions d'accès à la D1 Amateur. Dans ce cas, le ou les cercles concernés seraient placés aux places de relégables directs.
Lors de cette saison 2023-2024, assez logiquement, une sélection « U23 » ne pourra pas monter en Challenger Pro League si l'équipe A de ce club y descend en fin de saison.

## Clubs participants 2023-2024
Le classement 2023 dans le tableau ci-dessous est celui occupé à la fin de la phase classique de 30 journées, « 2022-2023 »
| #  | Nom                                       | Mat. | Ville           | Stades              | En Nat 1 depuis | Total en Nat 1 | Total Niv 3 | S. Précédente         |
| -- | ----------------------------------------- | ---- | --------------- | ------------------- | --------------- | -------------- | ----------- | --------------------- |
| 1  | Royal Excelsior Virton                    | 200  | Virton          | Yvan Georges        | 2023-24 1er     | 4 s            | 20 s        | 12e CL                |
| 2  | Young Reds Antwerpen                      | 1    | Lierre          | het Lisp            | 2022-23 2e      | 2 s            | 2 s         | 17e                   |
| 3  | Jong Atletische Associatie Gent           | 7    | Oostakker       | Chillax Arena       | 2022-23 2e      | 2 s            | 2 s         | 5e                    |
| 4  | Oud-Heverlee Leuven « U23 »               | 18   | Tirlemont       | Julien Bergé        | 2022-23 2e      | 2 s            | 2 s         | 11e                   |
| 5  | Zebra Elite Charleroi                     | 22   | Montignies-s-S. | La Neuville         | 2022-23 2e      | 2 s            | 2 s         | 13e                   |
| 6  | RAAL La Louvière                          | 94   | La Louvière     | le Tivoli           | 2022-23 2e      | 2 s            | 8 s         | 4e                    |
| 7  | Royal Knokke Football Club                | 101  | Knokke-Heist    | L. Lippens Park     | 2020-21 4e      | 4 s            | 19 s        | 8e                    |
| 8  | Koninklijke Voetbal Klub Tienen           | 132  | Tirlemont       | J. Bergé            | 2020-21 4e      | 4 s            | 47 s        | 12e                   |
| 9  | Olympic Club de Charleroi                 | 246  | Montignies s/S. | de La Neuville      | 2019-20 5e      | 5 s            | 41 s        | 7e                    |
| 10 | Koninklijke Football Club Dessel Sport    | 606  | Dessel          | Armand Melis        | 2016-17 8e      | 8 s            | 29 s        | 14e                   |
| 11 | Union Royale Sportive Lixhe Visé          | 1352 | Visé            | de la Cité de l'Oie | 2019-20 5e      | 5 s            | 5 s         | 9e                    |
| 12 | Hoogstraten Voetbal Vereniging            | 2366 | Hoogstraten     | Seminarie           | 2022-23 2e      | 2 s            | 27 s        | 16e                   |
| 13 | Koninklijke Sportkring Heist              | 2948 | Heist o/d Berg  | Gemeentelijk        | 2016-17 8e      | 8 s            | 12 s        | 6e                    |
| 14 | Kon. V. V. THES Sport Tessenderlo         | 3671 | Tessenderlo     | Gemeentelijk        | 2018-19 6e      | 6 s            | 6 s         | 10e                   |
| 15 | Kon. Voetbalclub Sint-Eloois-Winkel Sport | 4408 | St-E-Winkel     | Terscheide Park     | 2019-20 5e      | 5 s            | 7 s         | 15e                   |
| 16 | Royal Cappellen Football Club             | 43   | Kappellen       | Jos Van Wellen      | 2023-24 1er     | 1 s            | 36 s        | 1er D2 VV « série B » |
| 17 | Union Royale Namur                        | 156  | Namur           | Stade ADEPS         | 2023-24 1er     | 1 s            | 53 s        | 1er D2 ACFF           |
| 18 | Koninklijke Sporting Club Lokeren-Temse   | 4297 | Lokeren         | Daknam              | 2023-24 1er     | 1 s            | 15 s        | 1er D2 VV « série A » |

### Légende
|                 | club titré « Champion de Belgique Amateur » et promu en Challenger Pro League |
|                 | clubs promus en Challenger Pro League                                         |
|                 | club devant participer au "Tour final de Nationale 1".                        |
|                 | clubs relégués vers la Division 2 ACFF.                                       |
| en diminution   | Club relégué de Division 1B au terme de la saison 2022-2023.                  |
| en augmentation | Clubs promus de Division 2 ACFF ou VV au terme de la saison 2022-2023.        |

### Localisation des clubs participants
| \| Sélections « U23 »: · 1 = Jong AA Gent · 2 = Young Reds Antwerp · 3 = OH Leuven U23 · 4= Zebra Élites 1 2 3 4 Virton Knokke St-E-Winkel Hoogstraten Dessel Heist La Louvière Tessenderlo Tirlemont Cappellen Visé Olympic Lokeren-Temse Namur \| Localisation des clubs engagés en Nationale 1 2023-2024 |
| Sélections « U23 »: · 1 = Jong AA Gent · 2 = Young Reds Antwerp · 3 = OH Leuven U23 · 4= Zebra Élites 1 2 3 4 Virton Knokke St-E-Winkel Hoogstraten Dessel Heist La Louvière Tessenderlo Tirlemont Cappellen Visé Olympic Lokeren-Temse Namur                                                               |

### Stades
| R. Excelsior Virton                          | Young Reds Antwerp                                       | Jong AA Gent                               | OH Leuven « U23 »                         |
| -------------------------------------------- | -------------------------------------------------------- | ------------------------------------------ | ----------------------------------------- |
| Yvan Georges Capacité: 4 000                 | Herman Vanderpoorten Capacité: 14 538 Lierse Kempenzonen | « Chillax Arena » Capacité: 500 R. RC Gent | Julien Bergé Capacité: 7 100 K. VK Tienen |
|                                              |                                                          |                                            |                                           |
| Zebra Élites                                 | RAAL La Louvière                                         | R. Knokke FC                               | K. VK Tienen                              |
| de La Neuville Capacité: 8 900 R. Olympic CC | le Tivoli Capacité: 12 500                               | Burgm Graf L. Lippens Park Capacité: 4 000 | Julien Bergé Capacité: 7 100              |
|                                              |                                                          |                                            |                                           |
| R. Olympic CC                                | K. FC Dessel Sport                                       | URSLVisé                                   | Hoogstraten VV                            |
| de La Neuville Capacité: 8 900               | Armand Melis Capacité: 4 284                             | Stade de la Cité de l'Oie Capacité: 5 226  | Seminarie Capacité: 5 000                 |
|                                              |                                                          |                                            |                                           |
| K. SK Heist                                  | K. VV THES Sport Tessenderlo                             | K. VC St-E-Winkel Sp.                      | R. Cappellen FC                           |
| Gemeentelijk Capacité : 4 824                | Gemeentelijk Sportpark Capacité : 4 000                  | Terscheide Park Capacité : 4 000           | Jos Van Welle Capacité: 3 500             |
|                                              |                                                          |                                            |                                           |
| UR Namur                                     | K. SC Lokeren-Temse                                      |                                            |                                           |
| Stade ADEPS 2 000                            | Daknam Capacité : 9 560                                  |                                            |                                           |
|                                              |                                                          |                                            |                                           |

## Classement et Résultats 2023-2024

### Classement
- Champion d'automne: connu au terme du 1re tour
- Dernière mise à jour: le  21 mai 2024
- Les deux premiers classés en possession d'une licence sont promus, les trois derniers classés sont relégués, le 15e classé est barragiste pour le maintien, y compris les sélections « U23 ».
  - Toutes les équipes sont supposées monter ou descendre, y compris les sélections « U23 ». Une exception cependant: si l'équipe « A » d'un des quatre clubs de « D1A » concernés devait être relégué en « D1B », sa sélection « U23 » ne peut pas y être promue.

| Rang | Équipe                          | Pts | J  | G  | N  | P  | Bp  | Bc | Diff |
| ---- | ------------------------------- | --- | -- | -- | -- | -- | --- | -- | ---- |
| 1    | RAAL La Louvière                | 83  | 34 | 26 | 5  | 3  | 76  | 19 | +57  |
| 2    | K.SC Lokeren-Temse P            | 70  | 34 | 22 | 4  | 8  | 57  | 31 | +26  |
| 3    | R. Knokke FC                    | 54  | 34 | 15 | 9  | 10 | 54  | 39 | +15  |
| 4    | Zebra Elites U23                | 53  | 34 | 15 | 8  | 11 | 54  | 42 | +12  |
| 5    | KVV Thes Sport Tessenderlo      | 51  | 34 | 16 | 3  | 15 | 55  | 60 | -5   |
| 6    | KSK Heist                       | 51  | 34 | 15 | 6  | 13 | 55  | 52 | +3   |
| 7    | Royal Olympic Club de Charleroi | 50  | 34 | 13 | 11 | 10 | 59  | 51 | +8   |
| 8    | Hoogstraten VV                  | 49  | 34 | 14 | 7  | 13 | 44  | 50 | -6   |
| 9    | Jong AA Gent U23                | 49  | 34 | 12 | 13 | 9  | 59  | 41 | +18  |
| 10   | Royal Excelsior Virton R        | 46  | 34 | 13 | 7  | 14 | 47  | 54 | -7   |
| 11   | KVC Sint-Eloois-Winkel Sport    | 46  | 34 | 12 | 10 | 12 | 42  | 48 | -6   |
| 12   | KFC Dessel Sport                | 44  | 34 | 13 | 5  | 16 | 57  | 58 | -1   |
| 13   | VK Tienen                       | 44  | 34 | 12 | 8  | 14 | 44  | 43 | +1   |
| 14   | Yound Reds Antwerpen U23        | 40  | 34 | 12 | 4  | 18 | 39  | 54 | -15  |
| 15   | Union Namur P                   | 39  | 34 | 12 | 3  | 19 | 39  | 59 | -20  |
| 16   | OH Leuven U23                   | 30  | 34 | 8  | 6  | 20 | 42  | 65 | -23  |
| 17   | URSL Visé                       | 28  | 34 | 6  | 11 | 17 | 39  | 59 | -20  |
| 18   | Royal Cappellen Football Club P | 27  | 34 | 7  | 6  | 21 | 364 | 73 | +291 |

### Légende
|  | club promu en Challenger Pro League pour la saison 2024-2025 |
|  | club qualifié pour les barrages de relégation                |
|  | club relégué en Division 2 Amateur pour la saison 2024-2025  |

- R : club relégué de la Challenger Pro League à la fin de la saison 2022-2023
- P : club promu de la Division 2 Amateur à la fin de la saison 2022-2023

- Durant quelques semaines en début de compétition, certains clubs ont presté une rencontre de moins car ils étaient engagés lors du 6e tour préliminaire de Coupe de Belgique, joué les 9 et 10 septembre 2023.

### Tableau des résultats
| Résultats (▼dom., ►ext.)                                   | ANT | CAP | OLY | ZEB | DSP | AAG | HEI | HOO | KNO | OHL | LOK | NAM | RAA | SEW | TES | TIE | VIR | VIS |
| Young Reds U23                                             |     | 1-0 | 1-1 | 1-3 | 2-1 | 2-0 | 1-2 | 5-0 | 2-4 | 3-3 | 0-1 | 2-0 | 0-2 | 2-1 | 0-3 | 1-1 | 0-2 | 2-1 |
| R. Cappellen FC                                            | 0-1 |     | 0-1 | 0-3 | 2-3 | 0-1 | 1-2 | 1-3 | 2-2 | 0-1 | -   | 0-1 | 3-2 | 0-1 | 0-0 | 2-7 | 3-3 | 4-0 |
| R. Olympic CC                                              | 2-2 | 2-2 |     | 2-2 | 2-1 | 3-3 | 3-2 | 2-1 | 2-1 | 1-2 | 1-2 | 5-1 | 1-0 | -   | 0-1 | 2-1 | 3-3 | 2-2 |
| Zebra Elite U23                                            | 3-1 | 5-0 | 3-1 |     | 2-2 | 1-2 | 1-0 | 3-0 | 2-1 | 0-1 | 1-0 | 5-0 | 1-4 | 2-2 | 2-3 | 1-1 | 2-0 | 1-0 |
| K. FC Dessel Sport                                         | 1-0 | 8-0 | 1-4 | 1-0 |     | 1-4 | 0-2 | 2-0 | 3-1 | 1-2 | 0-2 | 1-0 | 1-3 | 1-1 | 5-1 | 2-1 | 1-4 | 2-1 |
| Jong Gent U23                                              | 2-0 | -   | 0-0 | 1-1 | 2-2 |     | 0-1 | 2-3 | 2-2 | 3-0 | 1-1 | 4-0 | 1-1 | 2-3 | 1-0 | 0-1 | 5-0 | 2-1 |
| K. SK Heist                                                | 2-4 | 2-3 | 2-2 | 3-0 | 1-3 | 0-4 |     | 1-0 | 2-2 | 2-0 | 1-2 | -   | 0-2 | 4-0 | 4-1 | 2-2 | 1-0 | 1-1 |
| Hoogstraten VV                                             | 1-2 | 1-0 | 3-1 | 1-1 | 2-1 | 2-2 | 2-3 |     | 2-0 | 2-0 | 1-1 | 0-2 | 0-5 | 2-1 | 3-1 | 0-0 | 3-2 | 2-1 |
| R. Knokke FC                                               | 5-0 | 3-0 | 0-0 | -   | 2-0 | 0-0 | 2-1 | 0-1 |     | 2-1 | 1-2 | 1-0 | 1-1 | 1-0 | 1-3 | 1-0 | 5-0 | 2-0 |
| OH Leuven U23                                              | 3-2 | 0-2 | 3-2 | 1-0 | 1-1 | 1-1 | 1-2 | 0-1 | 1-2 |     | 0-4 | 3-1 | 1-2 | 3-3 | 2-3 | 0-2 | 0-2 | 5-1 |
| K. SC Lokeren-Temse                                        | 0-3 | 2-1 | 2-1 | 4-0 | 2-1 | 2-2 | 2-1 | 3-1 | 0-1 | 3-1 |     | 3-1 | 0-0 | 1-0 | 4-0 | 1-3 | 3-0 | 4-1 |
| UR Namur                                                   | 2-0 | 0-1 | 1-0 | 2-2 | 4-0 | 0-1 | 2-2 | 1-2 | 3-1 | 1-0 | 2-1 |     | 0-4 | 0-1 | 1-0 | 0-0 | 0-1 | 2-0 |
| RAAL La Louvière                                           | 2-1 | 0-0 | 4-0 | 2-0 | 3-0 | 3-1 | 1-2 | 3-1 | 0-3 | 3-1 | 3-0 | 8-1 |     | 3-0 | 2-0 | 2-1 | 3-0 | 3-0 |
| K. VC St-E-Winkel                                          | 1-0 | 3-0 | 2-1 | 2-2 | 1-1 | 2-1 | 2-0 | 2-2 | 2-2 | 2-1 | 0-1 | 1-5 | 0-1 |     | 1-1 | 0-2 | 4-0 | 1-1 |
| K. VV THES Sport T.                                        | 2-1 | 5-0 | 0-3 | 1-3 | 4-2 | 2-1 | 1-2 | 2-2 | 4-2 | 0-3 | -   | 3-4 | 0-1 | 2-0 |     | 4-1 | 3-1 | 2-1 |
| K. VK Tienen                                               | 0-1 | 0-1 | 1-0 | 3-1 | -   | 0-4 | 1-1 | 3-0 | 1-2 | 2-0 | 1-0 | 1-0 | 0-1 | 0-1 | 4-0 |     | 2-1 | 3-3 |
| R. Excelsior Virton                                        | 1-0 | 4-0 | 1-3 | 0-1 | 2-1 | 2-0 | 4-2 | 1-0 | 1-1 | -   | 0-1 | 0-1 | 2-2 | 1-1 | 0-1 | 1-0 |     | 2-3 |
| URSL Visé                                                  | 2-0 | 4-1 | 2-2 | 0-1 | 0-3 | 2-2 | 1-2 | 0-0 | 2-1 | 2-2 | 0-1 | 2-0 | -   | 0-0 | 2-0 | 2-2 | 1-1 |     |
| - Victoire à domicile - Match nul - Victoire à l'extérieur |     |     |     |     |     |     |     |     |     |     |     |     |     |     |     |     |     |     |

- La rencontre entre « K. SK Heist - Jen Gent U23 » prévue le samedi 18 novembre 2023 a été reportée au mercredi 6 décembre 2023. La raison de cette remise est rarissime en « Division 3 »: « trop  de joueur internationaux absents ». Le club de La Gantoise a fait intervenir un point du règlement qui entraîne le report d'un match si trop de joueurs d'une formation sont appelés avec leur sélection représentative respective. Cet état de fait est une première dans le football belge amateur[10]

## Résumé du championnat 23-24

### Journées 1 à 10
Candidate ouvertement déclarée à la montée, la RAAL La Louvière prend un excellent départ en signant un 13 sur 15. Les deux unités perdues le sont lors d'un déplacement chez un autre grand favori de la série: Lokeren-Temse (0-0). Proche de ce duo de tête, on retrouve Heist qui après un « 12 sur 12 » s'incline à Knokke (2-1). Outre les deux premiers, une troisième formation reste invaincue, mais avec quatre match joués: La Gantoise « B » (8 points). Les autres équipes sont groupées sur 3 points de la 5e à la 16e place. Ferment la match, l'Olympic de Charleroi (3) et St-Elooi-Winkel (2) qui reste la seule formation sans la moindre victoire. Si les « Dogues carolos » ont réalisé un beau parcours en Coupe de Belgique, en se qualifiant pour les Seizièmes de finale, ils sont à la peine en championnat, avec un petit succès (2-1 contre Tirlemont) pour trois revers.
La Gantoise « B » remporte son match de retard (4-0 contre l'UR Namur) mais concède sa première défaite trois jours plus tard (2-0 à l'Antwerp « B »). La Louvière (16) et Lokeren-Temse (14) restent les derniers invaincus. L'Olympic va chercher un point à Knokke lors de son match d'alignement puis s'impose contre Dessel Sport (2-1). Les « Dogues » remontent au 10e rang avec 7 unités. Toujours pas de victoire pour « Winkel » qui a partagé à Louvain « B » (3-3).
J7: Le trio de tête conserve son rythme de croisière. Charleroi « B » pointe au 4e rang après un net succès (5-0) contre Namur. Grimaces par contre pour l'autre cercle carolorégien, l'Olympic est battu (2-1) à S-E-Winkel, club pour lequel il s'agit du premier succès de l'exercice. Cette série est loin d'avoir livré tous ses secrets, du 5e au 16e, il n' y a que 6 points.
Après une unité obtenue dans le derby contre les « Zèbres B », les Dogues de l'Olympic boivent la tasse chez le leader louviérois (4-0) et se retrouvent dans la zone rouge. Lokeren-Temse reste accroché à la deuxième place devant les jeunes « Buffalos ». Au-delà de la 9e place les équipes se tiennent sur trois points.
La première dizaine de rencontres est atteinte avec les deux meneurs à égalité de points (26). La RAAL La Louvière est accrochée (1-1) à Knokke, alors que Lokeren-Temse s'impose (0-1) à l'Antwerp « U23 ». Les deux formations de tête n'ont pas subi de défaite.

### Journées 11 à 20
Les journées n° 11 à 14 voient Lokeren-Temse prendre six unités d'avance car la RAAL La Louvière concède trois partages. Un moment en difficulté, les cercles francophones de l'Olympic de Charleroi et de l'UR Namur atteignent le milieu du classement et ce que l'on appelle la « colonne de gauche ». Par contre, en dépit d'une victoire et d'un partage contre les « Dogues », Visé garde la peu enviée « lanterne rouge ».

## Play-off Amateur
Le Play-off Amateur n'est pas organisé cette saison. Les deux premiers classés en ordre de licence sont promus en « Challenger Pro League 2024-2025 »

## Tour final Nationale 1
Le 15e classé est dit « barragiste » et prend part au « Tour final de Nationale 1 » avec trois clubs (un qualifié par série de Division 2 Amateur). Le vainqueur de ce tour final se maintient ou monte en Nationale 1 pour la saison suivante.
La procédure est de deux demi-finales et d'une finale. Chaque affrontement faisant l'objet d'un match unique, avec départage selon la formule classique (Points puis différence de but). Une prolongation de 2x 30 minutes, suivie le cas échéant d'une séance de tirs au but, sont prévus. 

### Participants
- Barragiste de Nationale 1 :
- Qualifié 1 de D2 Amateur VV :
- Qualifié 2 de D2 Amateur VV :
- Qualifié de D2 Amateur ACFF :

### Résultats
|              | Dates     | Domicile | Extérieur | Score | Prol | TaB |
| Demi-finales |           |          |           |       |      |     |
| DF.1         | mai 2024  | Domicile | Extérieur | x-x   |      |     |
| DF.2         | mai 2024  | Domicile | Extérieur | x-x   |      |     |
| Finale       |           |          |           |       |      |     |
| F.           | juin 2024 | Domicile | Extérieur | x-x   |      |     |

## Résumé de la saison
- Champion:  {{}} titre en Division 1 Amateur -  {{}} titre au 3e niveau

'''' titre de D1 Amateur - au 3e niveau - pour la province de 
| Région flamande (12)             | Région flamande (12) | Région wallonne (6)               | Région wallonne (6) |
| -------------------------------- | -------------------- | --------------------------------- | ------------------- |
| Province d'Anvers                | 5                    | Province de Hainaut               | 3                   |
| Province de Flandre-Occidentale  | 2                    | Province de Liège                 | 1                   |
| Province de Flandre-Orientale    | 2                    | Province de Luxembourg            | 1                   |
| Province de Limbourg             | 1                    | Province de Namur                 | 1                   |
| Province du Brabant flamand      | 2                    | Province du Brabant wallon        | 0                   |
| Région de Bruxelles-Capitale VFV | 0                    | Région de Bruxelles-Capitale ACFF | 0                   |

À partir de la saison 2017-2018, le Brabant est également scindé en ailes linguistiques. Les cercles de la Région de Bruxelles-Capitale doivent choisir leur appartenance entre VFV et ACFF. La grande majorité opte pour l'ACFF..
- Dans le tableau ci-dessus, les sélections « U23 » sont comptabilisées au même titre que les seize autres clubs

### Montée en «Challenger Pro League»
- RAAL La Louvière
- KSC Lokeren-Tamise

#### VFV
- KSC Lokeren-Tamise

#### ACFF
- RAAL La Louvière

### Relégation en «Division 2 Amateur»
À partir de la saison 2024-2025, le championnat de Nationale 1 comprendra une série ACFF de douze clubs et une série Voetbal Vlaanderen. Un seul club descend vers la Division 2 Amateur ACFF ou VV. En principe, l'URSL Visé n'obtient pas de licence et devrait descendre de plusieurs niveaux.